# Kościół Podwyższenia Krzyża Świętego w Towianach
Kościół Podwyższenia Krzyża Świętego w Towianach – katolicki kościół w Towianach na Litwie w rejonie wiłkomierskim.
Klasycystyczny, murowany kościół zbudowany w latach 1824-1858 według projektu architekta Szuryna. Budowę zaczął Benedykt Morykoni, właściciel miejscowego majątku, dokończył ją kolejny właściciel, Konstanty Radziwiłł.
Kościół jest jednonawowy, na planie prostokąta.
Fasadę, nawiązująca do fasady katedry w Wilnie, tworzy czterokolumnowy portyk ze szczytem ozdobionym gzymsem kostkowym. Nad frontonem stoją 3 rzeźby. Nad środkiem figura Chrystusa, po bokach, na skraju dachu, dwie figury świętych. Ozdobę elewacji bocznych stanowią pilastry.
Witraże, pochodzące z warsztatów warszawskich, wykonane w 1900, pokazują sceny znalezienia Krzyża Świętego.
We wnętrzu kościoła znajdują się, między innymi, marmurowe rzeźby świętych z XIX wieku oraz obrazy z tego okresu.
Obok kościoła zbudowano, w 1858, czworoboczną dzwonnicę, której ściany zdobią pilastry.

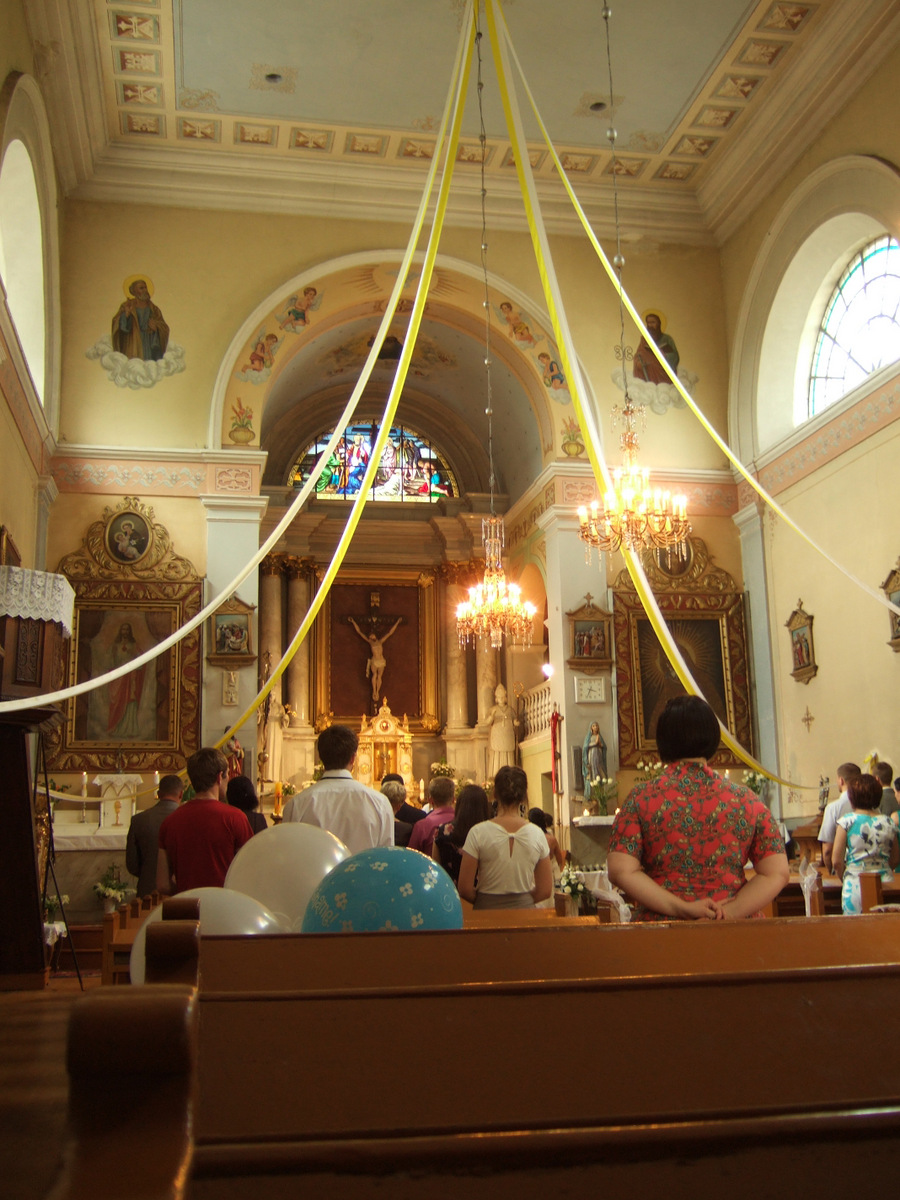
Wnętrze kościoła